# رود بيكر
رود بيكر (بالإنجليزية: Rod Baker)‏ هو مدرب كرة سلة أمريكي، ولد في 18 مارس 1952.

## وصلات خارجية
- رود بيكر على موقع كلية كرة السلة في سبورتس رفرنس.كوم (الإنجليزية)